# کییرزلی
کییرزلی (به انگلیسی: Kearsley) یک شهرک در بریتانیا است که در کلان‌شهر مستقل بولتون واقع شده‌است. کییرزلی ۱۴٬۲۱۲ نفر جمعیت دارد.